# جيمس ووكر (لاعب كريكت)
جيمس ووكر (4 مارس 1981 بنورتش في المملكة المتحدة - ) (بالإنجليزية: James Walker)‏ هو لاعب كريكت بريطاني. لعب مع Norfolk County Cricket Club ‏.

## وصلات خارجية
- جيمس ووكر على موقع إي آس بي آن كريك إنفو (الإنجليزية)